# Mercedes Benz (cançó)
"Mercedes Benz" és una cançó a cappella escrita per la cantant Janis Joplin juntament amb els poetes Michael McClure i Bob Neuwirth, originalment gravada per Joplin en l'estudi de gravació de so Sunset a Los Angeles. En la cançó, la cantant demana al Senyor que li compri un Mercedes-Benz, una televisió en color, i una "nit a la ciutat". La cançó és considerada com un rebuig al consum.

## Història
La lletra de la cançó va ser escrita a Port Chester, Nova York en un bar al 30 de Broad Street el 8 d'agost de 1970, mentre realitzaven poesia improvisada Joplin i el seu amic compositor Bob Neuwirth. Les lletres s'inspiren en la primera línia d'una cançó escrita per Michael McClure, poeta de San Francisco, "Anem, Déu, i em vaig comprar un Mercedes Benz". A la barra de Port Chester, Joplin va cantar la frase un parell de vegades mentre Neuwirth copiava la nova lletra en tovallons de paper del bar. Va cantar la nova versió per primera vegada una nit en un concert al Teatre Capitol, a Port Chester.
La cançó va ser gravada en una sola presa l'1 d'octubre de 1970. Aquestes van ser les últimes pistes que es van registrar de Joplin; va morir tres dies més tard, el 4 d'octubre. La cançó va aparèixer en l'àlbum Pearl, publicat el 1971.
El 2003, l'enregistrament de Joplin va ser remesclat, afegint un ritme i una melodia de fons. La versió remezclada va ser inclosa en les col·leccions dels grans èxits de Joplin.

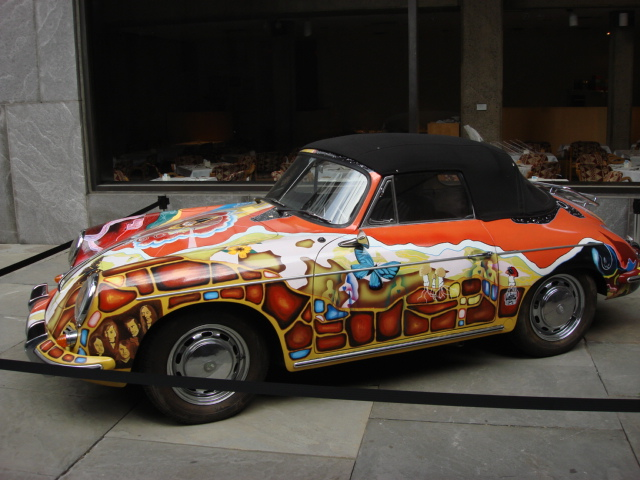
Un Porsche 356 conduït per Janis Joplin, personalitzat amb l'art psicodèlic.

## Versions
- 1971 – Elton John va versionar la cançó en la seva gira per Amèrica.
- Principis de 1970 –The Dave Clark Five graven una versió d'aquesta cançó, que va romandre inèdita fins al 2010.
- 1972 – la cançó va ser versionada per Goose Creek Symphony, convertint-se en la seva gravació més coneguda.
- 1976 – la cançó va ser versionada pel grup de folk britànic Swan Arcade.
- 1980 – el cantautor alemany Klaus Lage va gravar una versió en llengua alemanya.
- 1990 – l'artista de blues nord-americà Taj Mahal va usar la cançó en el disc Blue Light Boogie.
- 1992 – l'estrella del pop francès-canadenc Mitsou va grabar una versió dance-pop de la cançó en el seu Heading West.
- 1994 – Bob Rivers va publicar una paròdia titulada "Honda Accord".
- 1994 – una versió va ser feta per la banda holandesa de pop/dance T-Spoon.
- 1995 – una versió es va incloure en l'àlbum de Gina Jeffreys The Flame.
- 1996 – una versió en viu va ser inclosa en el recull de Concrete Blonde anomenat Recollection: The Best of Concrete Blonde.
- 1997 – una versió va ser realitzada pel cantant italià de pop/dance Spagna, i s'inclou com una pista en el seu àlbum Indivisibili.
- 1998 – l'exguitarrista de Guns N 'Roses Gilby Clarke incloïa una versió de la cançó en el seu disc Rubber.
- 1999 – l'EP Humppaorgiat pel grup de comèdia finès Eläkeläiset va versionar-la anomenant-la KELA, la lletra de la versió sol·liciten, a diferència de la original: un ciclomotor, un subfusell, un nina inflable, una farmaciola i "moltes coses veritablement impressionants" del KELA (seguretat social finesa).
- 1999 – l'estrella de vídeos per a adults japonesos Miki Sawaguchi incloïa una versió de la cançó en el seu àlbum Big Boobs/Watashi no Mune de Onemurinasai. La seva versió és també a cappella, i canta en anglès accentuat.
- 1999 – la portuguesa Maria Ana Charrua va versionar la cançó en la versió portuguesa de "The Idols".
- 2000 – un re-make per Hubert von Goisern en el seu disc Fön (2000).
- 2001 – el verset de la cançó va ser interpolat a l'òpera Jeppe: The Cruel Comedy.
- 2006 – Pink va versionar la cançó en el seu I'm Not Dead Tour.
- 2009 – una versió va ser feta per Kendel Carson i estrenada en el seu àlbum Alright Dynamite.
- 2010 – la cançó va ser versionada per Jon Boden com a part del seu projecte A Folk Song A Day.
- 2010 – una versió per Jackyl en l'àlbum When Moonshine and Dynamite Collide.
- 2011 – una versió de Chimène Badi en el disc Gospel & Soul.
- 2011 – l'artista de hip-hop G-Eazy fa referències de la cançó en "Mercedes Benz (El somni americà)".
- 2012 – la cançó es versionà i es traduí en llengua ucraïnesa pel cantautor Yuriy Veres a l'àlbum 60/70.
- 2012 – la cantant Masha versionà la cançó en el seu Canal de YouTube el 22 de setembre 2012.[5]

## Cultura popular
- El pianista Glenn Gould va utilitzar la cançó en el tercer i últim documental de ràdio que va fer per al Canadian Broadcasting Corporation el 1977. El documental, titulat The Quiet In The Land, és part del que es refereix sovint com Solitude Trilogy de Gould.
- La cançó va ser utilitzada en la pel·lícula de 1989  Bangkok Hilton  i en l'obertura de la pel·lícula alemanya de 2008 Der Baader Meinhof Komplex.
- La cançó ha estat utilitzada diverses vegades en els anuncis d'automòbils. Mercedes-Benz i s'utilitza en anuncis de televisió per als seus cotxes ja abans de 1995. La cançó va aparèixer de nou en un anunci que es va emetre el 6 de febrer de 2011, durant un superbol comercial, a més d'anuncis en 2007. Un altre comercial, per al BMW Z3, sortia el conductor escoltant una cinta de casset de la cançó.
- El 2011, en una iniciativa de la revista de música i estil de vida britànic BLAG; el cantant i compositor Estelle, el raper i productor David Banner i el músic Daley van compondre la nova cançó "Benz", inspirada en "Mercedes Benz" de Joplin.[6][7][8]
- En un episodi de 2012 de la sèrie de televisió britànica Citizen Khan , el personatge canta la seva pròpia versió, quan condueix el seu Mercedes groc. "Oh Senyor, em va comprar un Mercedes-Benz. Els meus amics tots condueixen taxis. Estan lliures de deute."